# Sant Josep de la Clínica

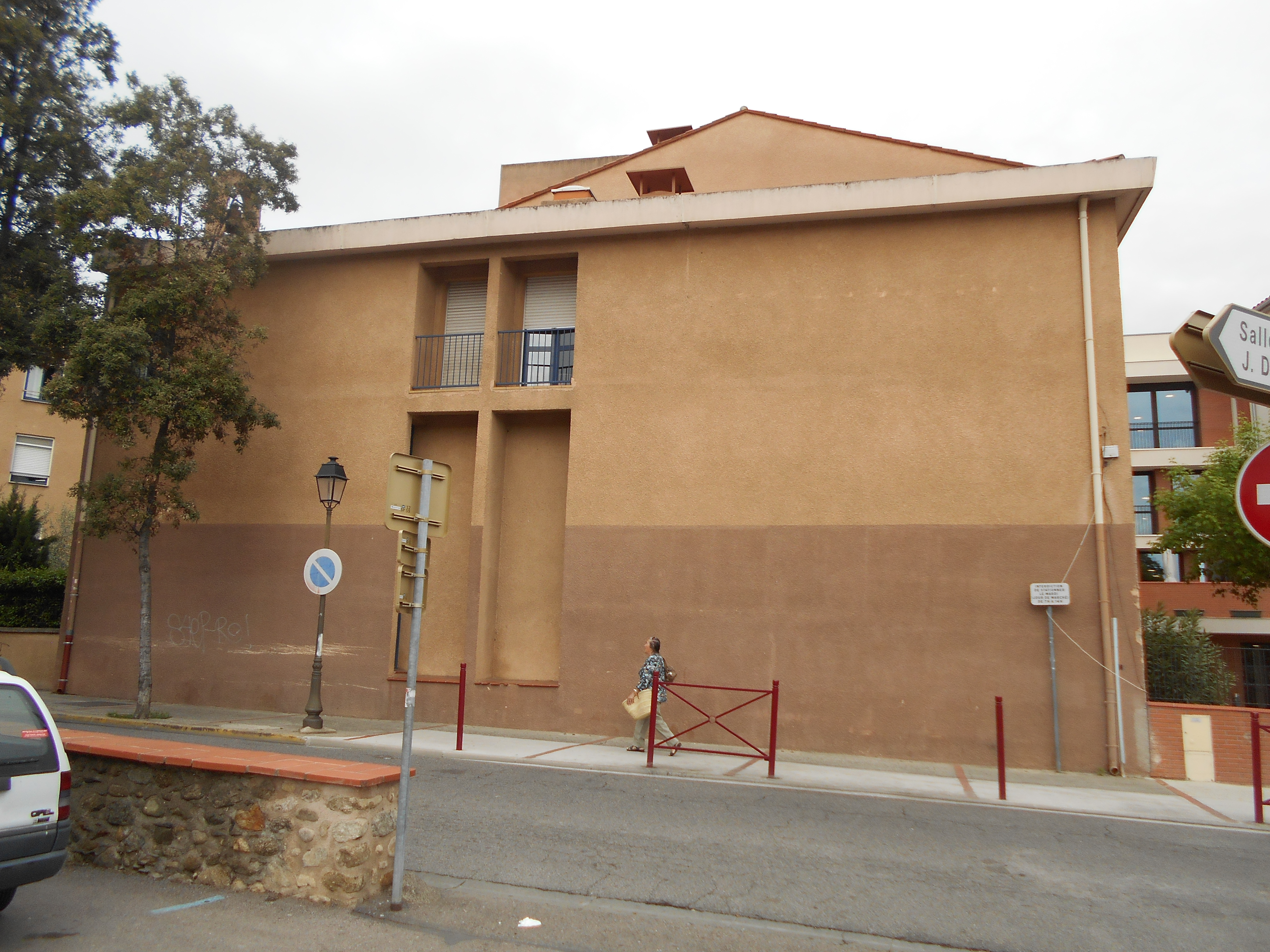
Façana meridional

Sant Josep de la Clínica és la capella de la clínica de Sant Josep de la vila de Prada, a la comarca del Conflent, de la Catalunya del Nord.
Està situada en el número 1 del carrer de la Bassa, en el recinte de l'antiga Clínica de Sant Josep, que estava regentada per les Germanes de Sant Josep. Ara és una casa de repòs per a jubilats i malalts. És molt a prop, a llevant, de l'església de Sant Pere de Prada i de la cellera primigènia de la vila.